# Lexus LS460

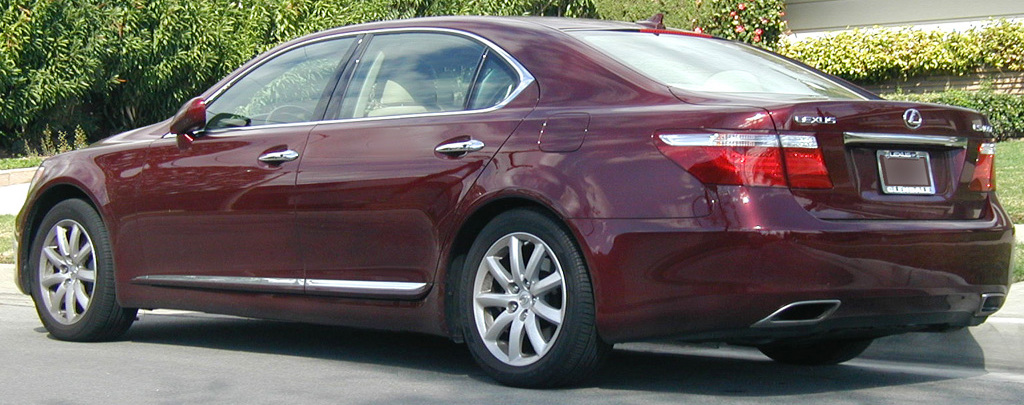
Lexus LS460 L

De LS 460 is een luxe sedan, gemaakt door Toyotadochter Lexus. De LS-reeks is de vierde generatie van deze serie en werd geïntroduceerd in 2006. Elk model in de Lexus LS reeks is verkrijgbaar in een 'normale' en een verlengde (toevoeging L) variant. In 2008 kwam er een vierwielaangedreven hybridevariant (LS 600h) beschikbaar.
Leverbaar in Nederland en België: ES · LC · LS · NX · RX · RZ · UX

Alleen leverbaar buiten Nederland en België : CT · GX · IS · LM · LX · RC

Niet meer leverbaar: GS · HS · LFA · SC